# Wendy J. Schiller

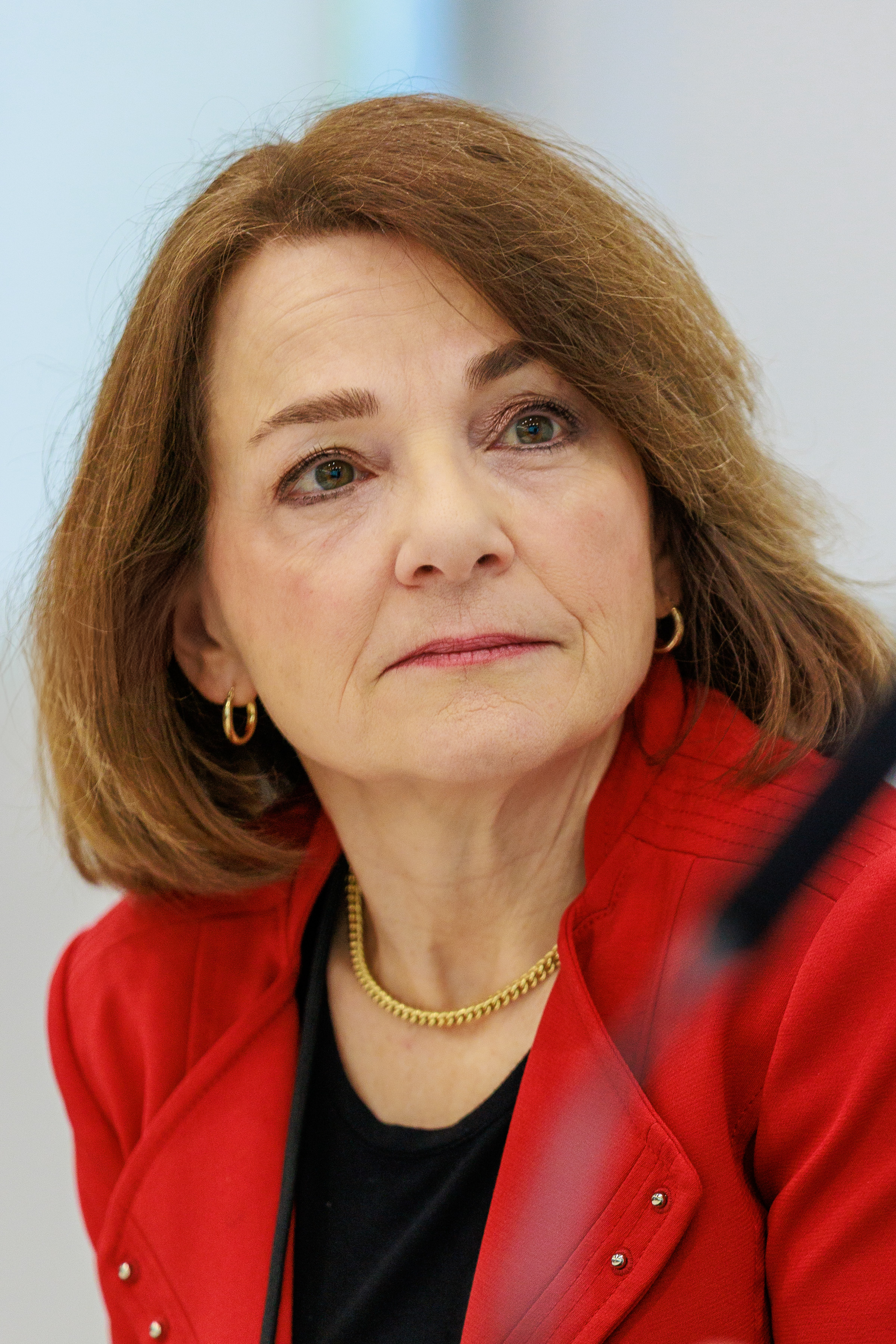
Wendy J. Schiller

Wendy J. Schiller (* 15. Mai 1964) ist eine US-amerikanische Politikwissenschaftlerin und Professorin an der Brown University sowie dort Direktorin des Taubman Institute for American Politics and Policy. Ihr Forschungsschwerpunkt ist das politische System der Vereinigten Staaten.
Schiller machte alle akademischen Abschlüsse im Fach Politikwissenschaft. 1986 legte sie das Bachelor-Examen an der University of Chicago ab. Von Juni 1986 bis November 1988 war sie Wahhlkampf-Assistentin des Senators Daniel Patrick Moynihan und vom November 1988 bis August 1989 des New Yorker Gouverneurs Mario Cuomo. 1992 machte sie den Master-Abschluss an der University of Rochester, dort wurde sie 1994 zur Ph.D. promoviert. Seither ist sie Hochschullehrerin an der Brown University, bis 2000 als Assistant Professor, danach bis 2015 als Associate Professor und schließlich als Full Professor.

## Schriften (Auswahl)
- Mit John G. Geer, Richard Herrera und Jeffrey A. Segal: Gateways to democracy. An introduction to American government. 4. Auflage, Cengage Learning, Boston 2018, ISBN 978-1-33709-773-4.
- Mit Charles Stewart III.: Electing the Senate. Indirect democracy before the seventeenth amendment. Princeton University Press, Princeton 2015, ISBN 978-0-69116-316-1.
- Mit Burdett A. Loomis: The contemporary Congress. 5. Auflage, Thomson/Wadsworth,  Belmont 2006, ISBN 0495004243.
- Partners and rivals. Representation in U.S. Senate delegations. Princeton University Press, Princeton 2000, ISBN 069104886X.